# Vanessa Arias
Mónica Vanessa Arias Núñez (15 de diciembre de 1982; Sinaloa) es una actriz de televisión mexicana.

## Biografía
Vanessa comenzó su preparación artística y a desarrollar sus cualidades histriónicas en las aulas de Difocur de la mano del maestro Jorge Cázarez.
Su primera aparición en televisión fue en el programa cómico ¿Qué nos pasa?. En 1996 ingreso a estudiar actuación en el Centro de Educación Artística de Televisa (CEA) y en ese mismo año llegó su oportunidad para hacer 20 capítulos para la telenovela Alguna vez tendremos alas.
Teniendo en cuenta que la preparación es básica, ingreso al Centro Universitario de Teatro, de inmediato realizó 100 capítulos como estelar en La mentira.
En 2008 participó en la telenovela Juro que te amo más tarde en 2010 destacó en Llena de amor donde dio vida a la sensual modelo "Pereyra".
En 2012 interpreta a "Toña" en la nueva versión de Cañaveral de pasiones, Abismo de pasión.
En 2014 se integra al elenco de Hasta el fin del mundo junto a Marjorie de Sousa y David Zepeda
En ese mismo año se integra en el canal Bandamax, teniendo un programa llamándose La Reina del Norte como conductora.

## Trayectoria
| Año           | Proyecto                     | Personaje                                               |
| ------------- | ---------------------------- | ------------------------------------------------------- |
| 2021          | Las estrellas bailan en Hoy  | Ella misma                                              |
| 2021          | El inframundo                | Ella misma                                              |
| 2018          | Las Buchonas                 | Aurora                                                  |
| 2014-presente | La reina del norte           | Conductora                                              |
| 2014          | Hasta el fin del mundo       | Flor                                                    |
| 2011-2014     | Como dice el dicho           | Alondra / Elena / Ana / Silvia                          |
| 2013          | La tempestad                 | Bárbara                                                 |
| 2012          | Abismo de pasión             | Antonia "Toña" de Chinrios                              |
| 2008-2011     | La rosa de Guadalupe         | Nora / Elvira                                           |
| 2010          | Llena de amor                | Jacqueline Pereyra                                      |
| 2008          | Juro que te amo              |                                                         |
| 2007          | Incógnito                    | Acusada del Juicio (Episodio de "Mi Papa es un Duende”) |
| 2007          | Yo amo a Juan Querendón      |                                                         |
| 2006          | Heridas de amor              | Nuria Gómez                                             |
| 2001-2006     | Mujer, casos de la vida real |                                                         |
| 2003          | Velo de novia                | Neddy                                                   |
| 2002          | Las vías del amor            | Asistente                                               |
| 2001          | Amigas y rivales             | Isabel                                                  |
| 1999          | ¿Qué nos pasa?               |                                                         |
| 1998          | La mentira                   | Beatriz "Betty"                                         |